# Soriyoteï II
Soriyotei II Reachea , prince Noreay Reamea (mort en 1479) , roi du Cambodge de 1468 à 1477 sous le nom de règne de « Sri Suryadaya Rajadhiraja ».

## Biographie
Le prince Noreay Reamea, roi Soryotei II Reachea est le fils du roi Noreay Reachea Soriyopor II (1463-1468).
En 1472 il se rebelle contre son oncle  Srey Reachea Ramathuppdey I  et s’autoproclame roi. Pour appuyer sa candidature au trône Soryotei II n’hésite pas à faire appel aux Siamois. Ces derniers envahissent le Cambodge et s’emparent des villes de Korat, Angkor et de Chantaboun pendant que le prétendant s’installe à Srey Santhor.
Le régent Thommo Reachea Ier se révolte à son tour contre son frère le roi légitime. Il se fait reconnaître par les Siamois et obtient sa reddition. Soryotei II se présente à son tour au roi de Siam pour être investi de la royauté.
Boromtrailokanat ne reconnaît que Thommo Reachea Ier qui accepte de devenir son vassal. Soryotei II  est déporté au  Siam où il meurt en 1479

## Sources
- Achille Dauphin-Meunier, Histoire du Cambodge, Que sais-je ? n° 916, P.U.F 1968.
- Chroniques Royales du Cambodge de 1417 à 1595. École française d'Extrême Orient Paris 1988  (ISBN 2855395372).
- Bernard Philippe Groslier avec la collaboration de C.R. Boxer Angkor et le Cambodge au XVIe siècle d'après les sources portugaises et espagnoles, p. 24-25 Tableau I et II « Succession de Ponhea Yat selon les Chronique traduites par Moura & Garnier » P.U.F (Paris) 1958;
- Anthony Stokvis, Manuel d'histoire, de généalogie et de chronologie de tous les États du globe, depuis les temps les plus reculés jusqu'à nos jours, préf. H. F. Wijnman, éditions Brill Leyde 1888, réédition 1966, Volume 1 part 1, chapitre XIV §.9 « Kambodge ». Listes et  tableau généalogique n°34  p. 337-338.
- (en) & (de) Peter Truhart, Regents of Nations, K.G Saur Münich, 1984-1988  (ISBN 359810491X), Art. « Kampuchea », p.  1730.